# Sde David
Sde David (hebrejsky שְׂדֵה דָּוִד, doslova „Davidovo pole“, v oficiálním přepisu do angličtiny Sede Dawid) je vesnice typu mošav v Izraeli, v Jižním distriktu, v Oblastní radě Lachiš.

## Geografie
Leží v nadmořské výšce 95 metrů v pobřežní nížině, v regionu Šefela. Jižně od vesnice probíhá vádí Nachal Bror.
Obec se nachází 16 kilometrů od břehu Středozemního moře, cca 55 kilometrů jižně od centra Tel Avivu, cca 57 kilometrů jihozápadně od historického jádra Jeruzalému a 9 kilometrů jihozápadně od města Kirjat Gat. Sde David obývají Židé, přičemž osídlení v tomto regionu je etnicky převážně židovské.
Sde David je na dopravní síť napojen pomocí lokální silnice číslo 352. Severně od obce vede východozápadním směrem nákladní železniční trať Kirjat Gat-Aškelon.

## Dějiny
Sde David byl založen v roce 1955. Šlo o součást jednotně koncipované sídelní sítě budované v regionu Chevel Lachiš po vzniku státu Izrael. Zakladateli mošavu byli Židé z Maroka. Na vzniku osady se podíleli členové mládežnického hnutí ha-No'ar ha-cijoni.
Místní ekonomika je založena na zemědělství (pěstování polních plodin a skleníkové pěstování květin). Vesnice je pojmenována podle Zalmana Davida Levontina, zakladatele banky Leumi. V obci funguje mateřská škola a sportovní areály. Funguje tu obchod se smíšeným zbožím a sportovní areály.

## Demografie
Podle údajů z roku 2014 tvořili naprostou většinu obyvatel v Sde David Židé (včetně statistické kategorie "ostatní", která zahrnuje nearabské obyvatele židovského původu ale bez formální příslušnosti k židovskému náboženství).
Jde o menší obec vesnického typu s dlouhodobě stagnující populací. K 31. prosinci 2014 zde žilo 380 lidí. Během roku 2014 populace stoupla o 2,7 %.
| Rok            | 1961 | 1972 | 1983 | 1995 | 2001 | 2003 | 2004 | 2005 | 2006 | 2007 | 2008 | 2009 | 2010 | 2011 | 2012 | 2013 | 2014 |
| -------------- | ---- | ---- | ---- | ---- | ---- | ---- | ---- | ---- | ---- | ---- | ---- | ---- | ---- | ---- | ---- | ---- | ---- |
| Počet obyvatel | 420  | 461  | 448  | 373  | 405  | 418  | 406  | 424  | 421  | 410  | 417  | 381  | 375  | 376  | 385  | 370  | 380  |